# Spaceflight Industries
Spaceflight Industries est une société américaine, dont le siège se situe à Seattle, spécialisée dans l'organisation de partage de charges utiles secondaires pour des lancements de satellites et dans le service de renseignement géospatial. 
La société propose ainsi deux services principaux :
- Spaceflight Service : son service de partage de charges utiles,
- BlackSky Service : son service de renseignement géospatial s'appuyant sur une constellation de satellites.

## Historique
En 2010, Spaceflight Industries est fondée par Jason Andrews, entrepreneur qui avait déjà fondé en 1999 la société Andrews Space. La même année est créé sa filiale Spaceflight Service.
En 2013, la société crée sa filiale BlackSky Global LLC.
En 2016, dans le but de développer BlackSky, Spaceflight Industries fait l'acquisition, pour 18 millions de dollars, de la société américaine OpenWhere qui développe des logiciels pour rassembler, traiter et analyser des données géospatiales.
En août 2017, Spaceflight Industries annonce un contrat de 16,4 millions de dollars avec l'US Air Force pour lui fournir du renseignement géospatial à travers sa filiale BlackSky Service.
En mars 2018, Thales Alenia Space et Telespazio finalisent leur prise de participation minoritaire dans la société Spaceflight Industries lors d'une augmentation de capital qui atteint alors 200 millions de dollars. Ce rapprochement est notamment à l'origine de la création de la société LeoStella LCC détenue à 50 % par Spaceflight Industries et à 50 % par Thales Alenia Space. LeoStella prendra à sa charge la fabrication à grande échelle de petits satellites dont 20 pour la constellation BlackSky. Quant à Téléspazio, il tire bénéfice de cet investissement pour distribuer les produits de BlackSky en Europe.

## Spaceflight Service
Spaceflight service est une filiale de Spaceflight Industries chargée de faciliter à l'espace pour des charges utiles secondaires.  Pour le client, le but est de pouvoir lancer son satellite à un coût plus abordable.
La société assure alors la planification, le traitement des licences, l'intégration sur le lanceur, le transport et le lancement.

## BlackSky Service
BlackSky Service est un service de renseignement géospatial.
Actuellement, cette société offre à ses clients l'accès à une constellation virtuelle grâce à des satellites commerciaux comme Pléiades, SPOT6/7, TerraSAR-X et KOMPSAT.
En parallèle, elle développe sa propre constellation BlackSky dont le but est de fournir de l'imagerie haute résolution, avec une forte revisite et à un coût faible.

### La constellation BlackSky
Le projet de BlackSky s'appuie sur la mise en place d'une constellation de 60 satellites Global devant fournir une résolution spatiale d'1 m. La constellation est optimisée pour offrir une revisite de l'ordre de l'heure sur une zone couvrant 95 % de la population terrestre.
Avec une telle constellation, BlackSky Service vise à livrer des images à la demande en 90 min pour environ 90 $ par image.
Avant le lancement des premiers satellites de ce type prévu en 2018, un prototype dénommé Pathfinder avait été testé en 2016.

#### Le prototypePathfinder
Avant le déploiement de la constellation, deux prototypes Pathfinder ont été développés pour vérifier les performances propres de l'imageur SpaceViews-24 qui sera utilisé sur les satellites Global. Les images acquises ont une résolution d'1 m pour une taille de 4,45 km x 6,6 km.
Pathfinder-1 (en) a été lancé le 26 septembre 2016 par le lanceur indien PSVL (C35). Ce satellite ayant atteint tous les objectifs, il a été décidé de ne pas lancer Pathfinder-2 et de commencer à produire les satellites opérationnels Global.

#### Les satellites opérationnelsGlobal
Les satellites Global devrait offrir une résolution spatiale entre 0,9 m et 1,1 m, en évoluant à une altitude de 500 km. Les satellites disposent de l'imageur SpaceView 24, fabriqué par Harris Corporation et d'une ouverture de 24 cm, permettant d'acquérir une image sur une surface de 30km² en haute résolution et même de la vidéo à une fréquence d'une image par seconde.
Equipés d'un système de propulsion devant leur assurer une durée de 3 ans, ils sont construits par Spaceflight Services à partir de leur plateforme SCOUT.

### Lancements
Les 4 premiers satellites devraient être suivis de 20 satellites additionnels qui seront mis en orbite d'ici 2020, avant d'atteindre plus tard la constellation à 60 satellites grâce aux revenus obtenus par la capacité initiale,.
Liste mise à jour le 2 juin 2018
| Satellite         | Date | Lanceur  | Site de lancement  | Statut du lancement | Identifiant COSPAR | Orbite approximative | Notes |
| ----------------- | ---- | -------- | ------------------ | ------------------- | ------------------ | -------------------- | ----- |
| BlackSky Global 1 | 2018 | PSLV     | SDSC               |                     |                    |                      |       |
| BlackSky Global 2 | 2018 | Falcon 9 | Vandenberg AFB     |                     |                    |                      |       |
| BlackSky Global 3 | 2018 | PSLV     | SDSC               |                     |                    |                      |       |
| BlackSky Global 4 | 2018 | Electron | Péninsule de Mahia |                     |                    |                      |       |